# 35316 Monella
35316 Monella è un asteroide della fascia principale. Scoperto nel 1997, presenta un'orbita caratterizzata da un semiasse maggiore pari a 2,7338328 au e da un'eccentricità di 0,1203310, inclinata di 12,33049° rispetto all'eclittica.
L'asteroide è dedicato a Rinaldo Monella, astronomo amatoriale italiano.